# Kambij
Kambij je lateralni meristem (tvorno biljno tkivo) koji se nalazi u stablu i korijenu, ali i listovima pojedinih vrsta biljaka. 
Diobama stanica kambija nastaju elementi sekundarnog ksilema (sekundarno drvo) prema unutrašnjosti stabla i korijena, a elementi floema (sekundarna kora) prema periferiji ovih organa.
Kambij je izgrađen od dva osnovna tipa stanica:
- fuziformnih inicijala, izduženih prizmatičnih stanica i
- inicijala zrakova, izodijametarskih stanica.

Promjena prisutna između primarnog ksilema i primarnog floema naziva se intrafasikularni kambij.